# 李晶来
李 晶来（イ・ジョンネ、朝鮮語: 이정래/李晶來、1899年5月7日 - 1989年7月28日）は、大韓民国の実業家、政治家。制憲・第5・6代韓国国会議員。
本貫は広州李氏。号はウギョン（우경）。4人息子のうち2人は記者で1人は画家。妻の実家は潭陽郡昌平面で、元国務総理の李漢基の父とは同郷であり、李晶来は彼の母方のおばの夫に当たる。

## 経歴
全南宝城兼白面またはソウル市鐘路区出身。私立中央学校3学年修了。正則英語学校を経て、早稲田大学専門部政治経済学科修了。1943年、京都帝国大学（現・京都大学）経済学部卒。1932年からソウル市鐘路で東光堂書店・出版社を経営し、代表取締役を務めた。光復後は韓国民主党発起人、米軍政庁時期の韓国馬事会副会長、制憲国会議員、国民党総務部長、旧民主党財政部長、新民党全羅南道委員長、民政党宣伝局長・総務局長・党務委員・中央委員長、民衆党指導委員・政策委員会委員、新民党党員、国民党政務委員、アジア議員連盟韓国代表、南鮮電業株式会社副社長を務めた。政治家時代は野党で活躍しており、韓国の野党史では抜けることがない、特に民主党旧派の中枢的な人物である。
1989年7月28日、ソウル市銅雀区の自宅で老衰により死去。享年90。

## エピソード
千石の富者の息子だが、かなり貧しかった時代があり、申翼煕の直筆や屏風などを売って生計を立てたことがある。
1958年の第4代総選挙では自由党による不正選挙、いわゆる「宝城郡庁睡眠薬入り鶏肉粥事件」で落選した。1959年9月12日の再選挙でも自由党側が再び不正を起こしたため、民主党候補の李は当日に選挙放棄を宣言した。なお、当選者の黄聖秀は友人の黄保翼の息子である。
4・19革命直後は国民権剥奪審査委員を務め、参議員たちの不正行為を調査した。そのため、一部の参議員はお金をジープに積んで李の家を訪れたが、李は金品をもらうことに罪悪感があると言って全部返した。
同じ旧派議員で親しい羅容均が張勉内閣に入閣した際、宝城への秋夕視察からソウルの家に戻るとすぐに羅に電話をかけて「長官の座がそんなに欲しがっていたのか」と諌めた。